# Pietro Mancini (politico 1952)
Pietro Mancini (Cosenza, 9 giugno 1952) è un giornalista e politico italiano.

## Biografia
Nato a Cosenza, Pietro fa parte di una famiglia di politici: nipote di Pietro Mancini, è figlio di Giacomo Mancini e padre di Giacomo Mancini jr, tutti esponenti della politica calabrese.
Laureato in giurisprudenza, giornalista professionista dal 1973. Dal 1981 lavora alla Rai e dal 1990 è vice-direttore. Dal 1998 fino al 2008 ha curato le interviste politiche nell'edizione mattutina del GR3.
Ha lavorato per Il Giornale di Calabria, Il Giorno, L'Indipendente, il Giornale, L'Avanti!, La Nazione, Gazzetta del Sud, Libero, Radiocorriere TV.
Dall'11 agosto 1990 al 13 dicembre 1991 è stato sindaco della città di Cosenza.

## Procedimenti giudiziari
Nel 1995 i collaboratori di giustizia Franco Pino, Francesco Staffa e Michele Ierardo accusarono suo padre di aver avuto rapporti con la 'ndrangheta cosentina; Pino sostenne che tra lui e Mancini ci sarebbe stato uno scambio di favori senza però essersi mai incontrati di persona ma tramite amministratori locali che facevano da intermediari.
Sulla base delle sue dichiarazioni, a inizio novembre scattò un'operazione congiunta di polizia e carabinieri che portò all'arresto dell'avvocato Antonio Cersosimo e di Antonio Tursi Prato, ex consigliere regionale socialista che avrebbe fatto da intermediario con Mancini per il quale tuttavia il GIP Durante non firmò l'ordine di custodia cautelare. Secondo la procura, Pino raccoglieva voti per Tursi Prato, per Giacomo Mancini e per suo figlio Pietro ricevendo in cambio benefici vari tra cui l'assunzione di propri parenti e amici all'USL ed al Comune.
Nell'aprile del 1997 il sostituto procuratore distrettuale di Catanzaro Stefano Tocci chiese l'archiviazione dell'accusa di voto di scambio per i due Mancini e per l'avvocato Cersosimo. Due mesi dopo si chiuse poi il processo Garden con 4 ergastoli, 68 condanne e 50 assoluzioni.

## Scritti
- La questione immorale Pellegrini
- Il reato Panzieri Lierici
- Riformismo nel sud Pellegrini
- Voglia di nuovo. Il dramma del Psi  Pellegrini
- Giacomo Mancini mio padre Rubbettino